# 태풍 이반
태풍 이반 (Typhoon Ivan) 은 1997년에 북서태평양에서 발생한 제23호 태풍이다. 마셜 제도, 괌, 필리핀에 영향을 주었다.

## 같이 보기
- 1991년 태풍